# Lichess
Lichess (/ˈliːtʃɛs/) es una página web de ajedrez en Internet, gratuito y de código abierto, gestionado por una organización sin ánimo de lucro del mismo nombre. Los usuarios del sitio pueden jugar al ajedrez en línea de forma anónima y, opcionalmente, registrar una cuenta para jugar partidas clasificadas. Lichess no tiene publicidad y todas las funciones son gratuitas, ya que el sitio se financia con donaciones de los usuarios. Las funciones incluyen rompecabezas de ajedrez, análisis por ordenador, torneos y variantes de ajedrez. 

## Historia

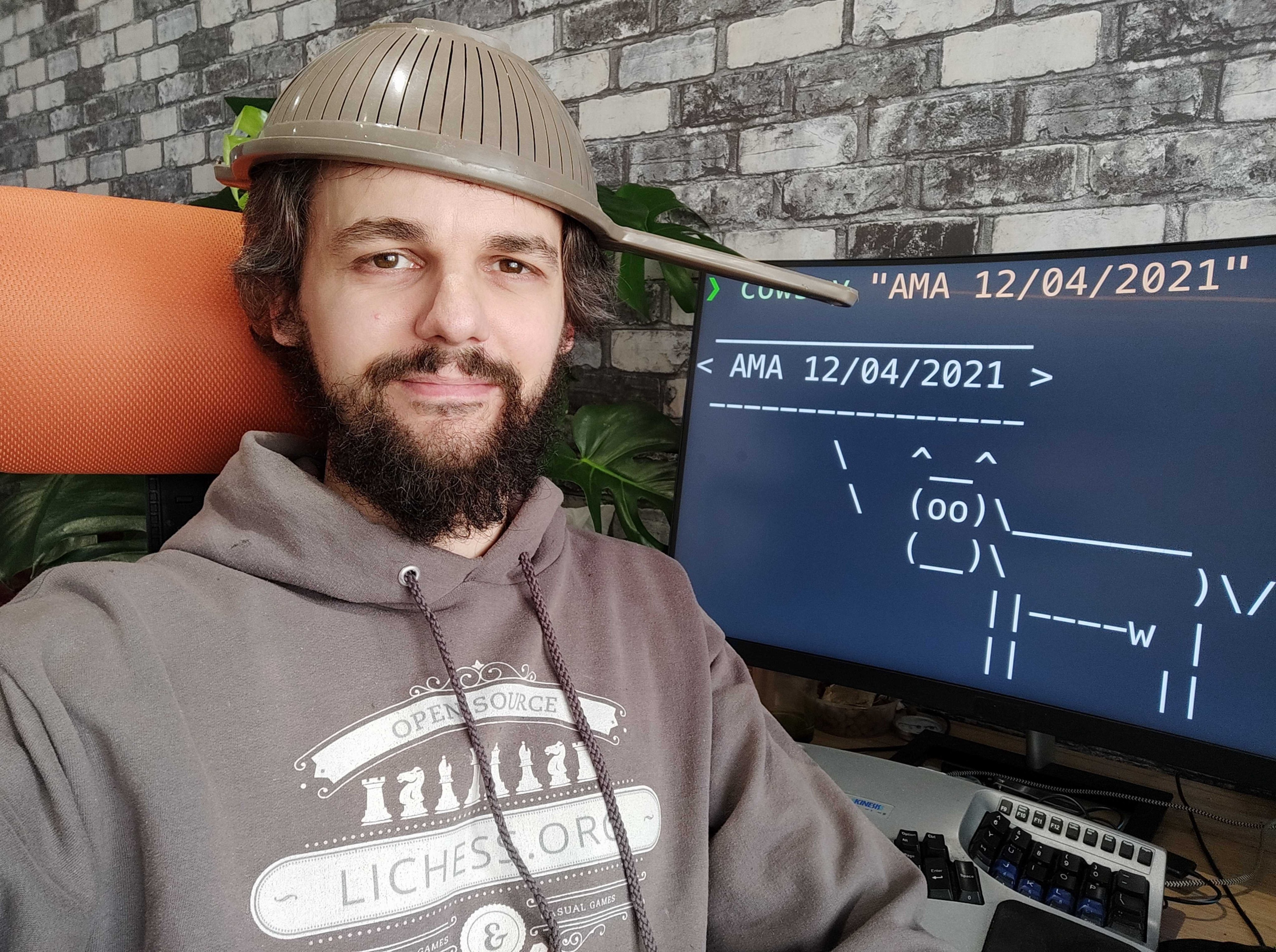
El fundador de Lichess, Thibault Duplessis, en 2021.

Lichess fue fundada en 2010 por el programador francés Thibault Duplessis. El software que ejecuta Lichess y el diseño son en su mayoría de código abierto bajo la licencia AGPL y otras licencias libres y no libres.
El 11 de febrero de 2015 se lanzó una aplicación móvil oficial de Lichess para dispositivos Android. El 4 de marzo de 2015 se lanzó una aplicación para dispositivos móviles con iOS.
El 15 de septiembre de 2020, lichess.org tenía el puesto global número 1307 en Alexa, con la mayoría de sus visitantes procedentes de los Estados Unidos, India y Alemania. Según el ranking de Alexa, Lichess está clasificado en segundo lugar después de Chess.com como uno de los servidores de ajedrez de Internet más populares del mundo.
En abril de 2021, la Federación de Ajedrez de Estados Unidos anunció su apoyo oficial a la metodología de juego limpio de Lichess.

## Características

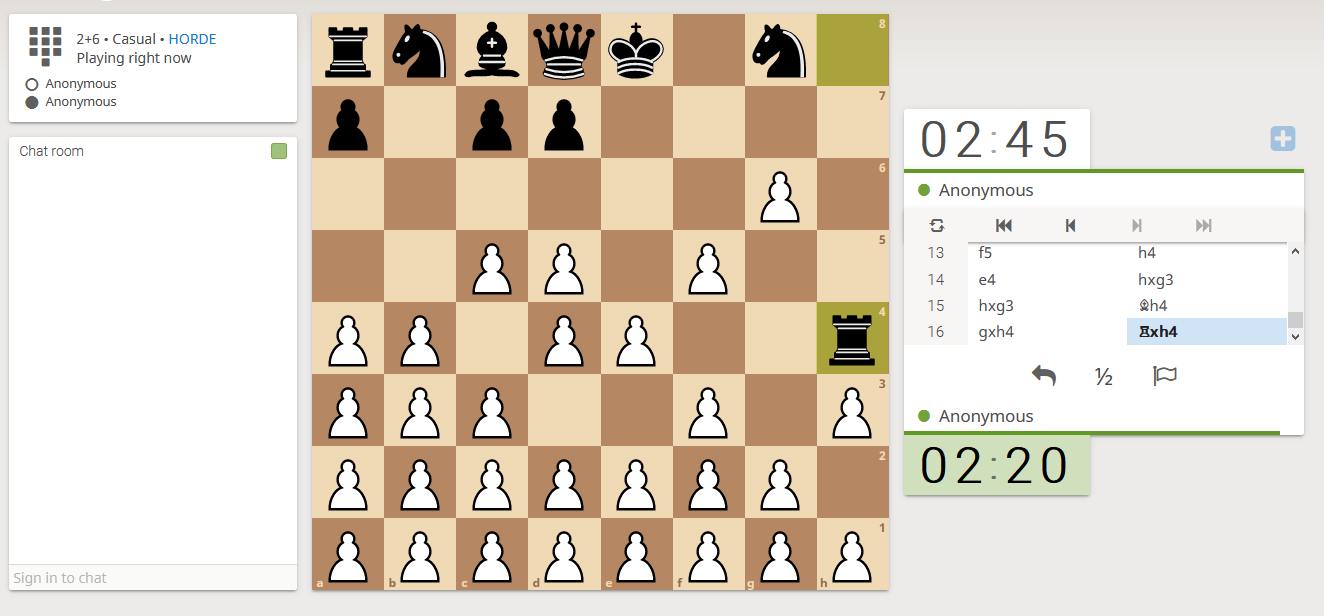
En la "Horda", las blancas tienen un gran número de peones y las negras una configuración normal. Para que las blancas ganen, deben dar jaque mate a las negras. Para que las negras ganen, deben capturar todas las piezas y peones blancos.

El sitio web permite a los usuarios jugar partidas de ajedrez en vivo y por correspondencia contra otros jugadores en diferentes controles de tiempo. Dispone de funciones de entrenamiento, como fundamentos del ajedrez, entrenamiento táctico, coordenadas de ajedrez, una videoteca de ajedrez, un explorador de aperturas, un tablero de rompecabezas, estudios y un tablero de análisis. También tiene una sección donde los entrenadores de ajedrez pueden anunciar sus servicios a los usuarios.

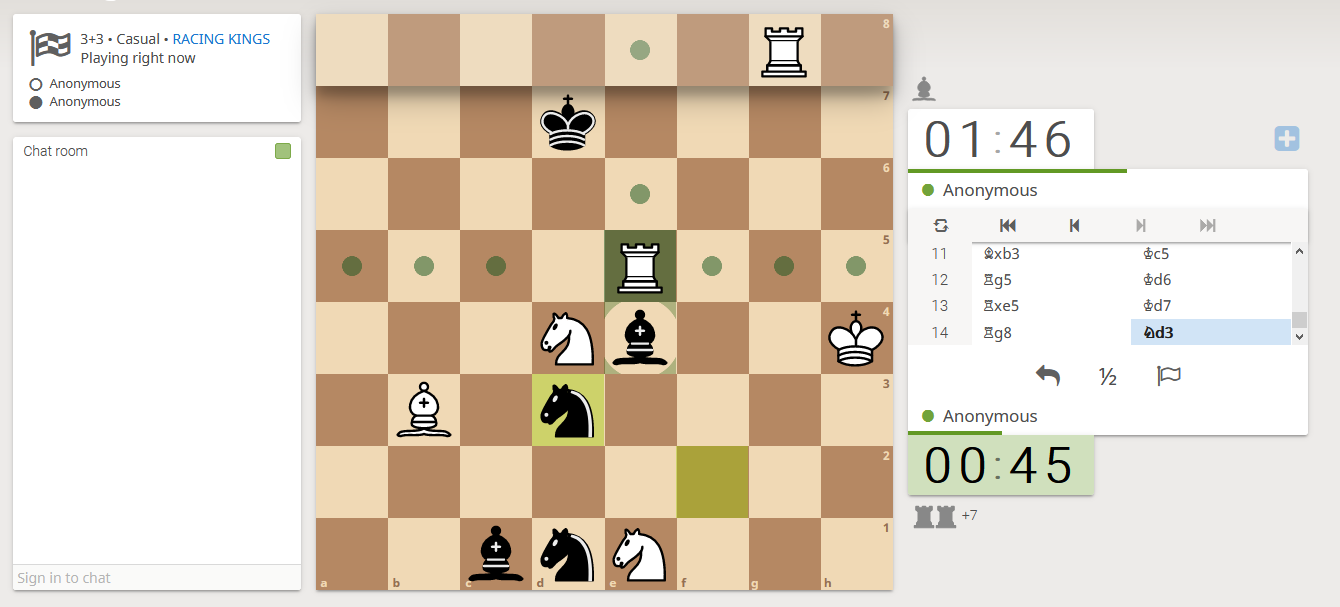
En "Racing Kings", gana el primer jugador cuyo rey llegue a la octava fila. Los jugadores no pueden poner en jaque a su oponente.

Además de permitir el ajedrez a la ciega, el sitio web admite las siguientes variantes de ajedrez:
- Ajedrez pierde-gana
- Ajedrez atómico
- Chess960 (Ajedrez aleatorio de Fischer)
- Crazyhouse
- Horda (una variante del ajedrez de Dunsany)
- Rey de la colina
- Tres jaques

Lichess fue el primer sitio de ajedrez en tener características para ayudar a los discapacitados visuales a jugar al ajedrez en un sitio web. También cuenta con un sistema CAPTCHA basado en un rompecabezas de ajedrez.
Los usuarios también pueden jugar partidas contra el motor de ajedrez Stockfish en varios niveles de dificultad. También pueden analizar posiciones específicas del ajedrez estándar o de cualquiera de las variantes de ajedrez soportadas. El sitio web implementa una versión del motor Stockfish que se ejecuta en la máquina local del usuario dentro del navegador web del usuario para un análisis limitado o infinito, que calculará las mejores líneas de juego o las principales amenazas del oponente. Está disponible un libro de aperturas basado en partidas jugadas en el sitio o una base de datos de dos millones de partidas jugadas por jugadores con título FIDE. En el tablero de análisis de ajedrez, los usuarios pueden utilizar la base de datos de soluciones de ajedrez de Mark Watkins.
Para los jugadores registrados, Lichess emplea un sistema de clasificación Glicko-2, y concede la posibilidad de competir en torneos, publicar en los foros, y solicitar un análisis de la partida completa del servidor para cualquier partida finalizada. Las clasificaciones para el ajedrez estándar se clasifican en Ultrabullet, Bullet, Blitz, Rápido o Clásico, dependiendo del tiempo total de la partida o del tiempo total estimado (si se utiliza el control de tiempo Fischer que incrementa el tiempo después de cada movimiento). 
Cuenta con una aplicación móvil oficial disponible para iOS y Android.
Las partidas se almacenan en una base de datos de acceso público y están disponibles para descargar. Esto ha servido como base para múltiples publicaciones académicas.

## Galería

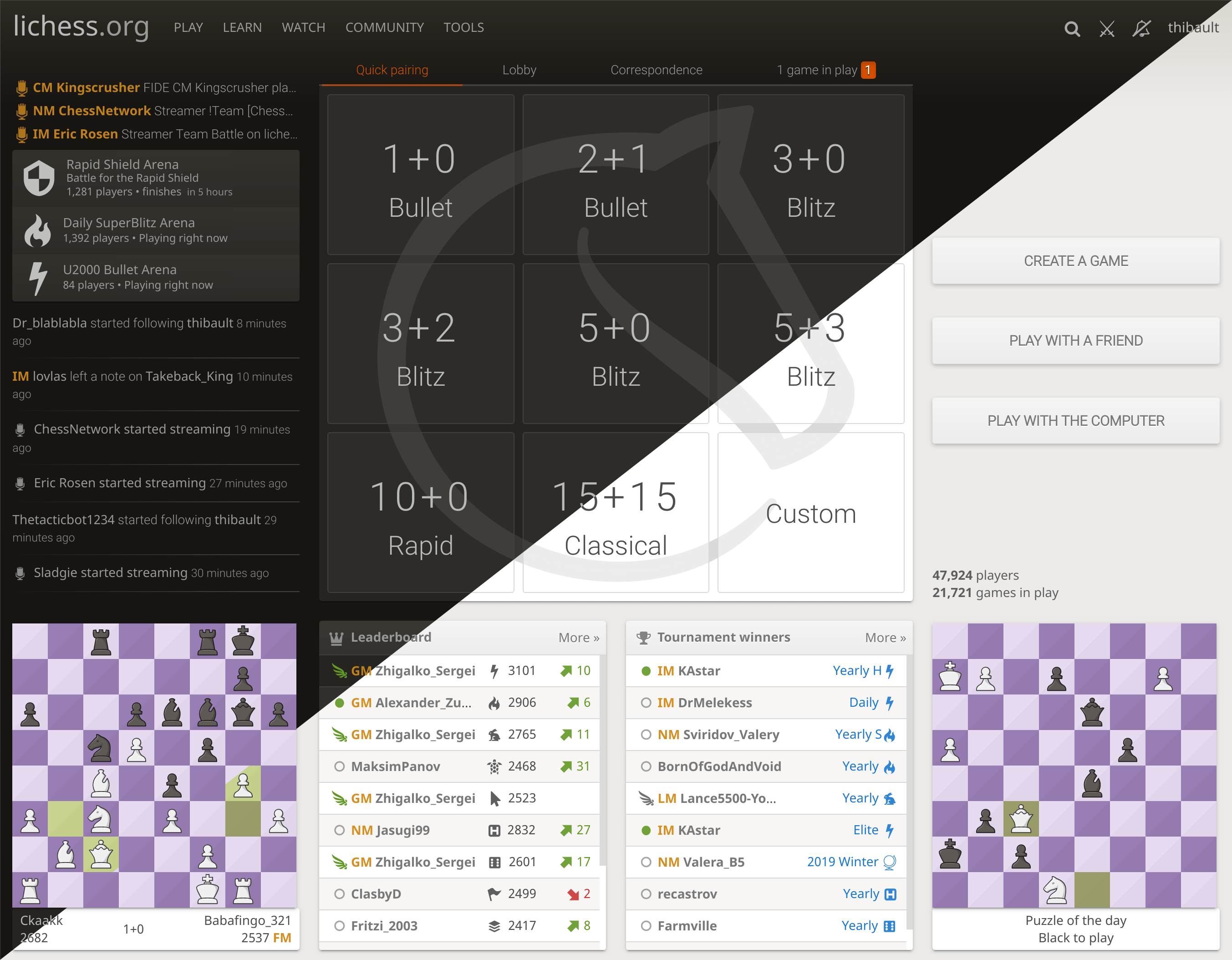
Ejemplo de página de inicio
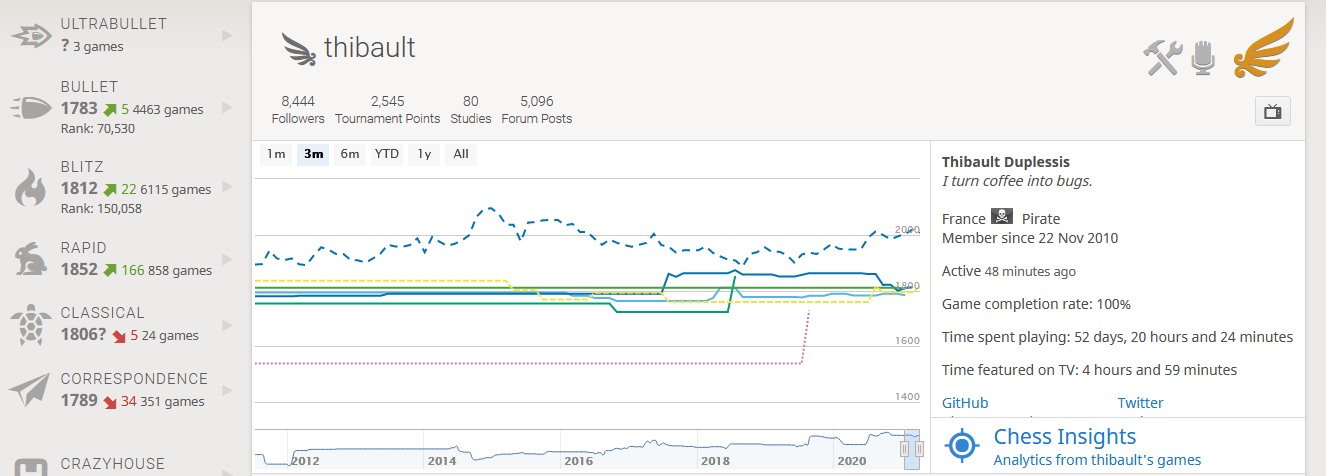
Ejemplo de perfil
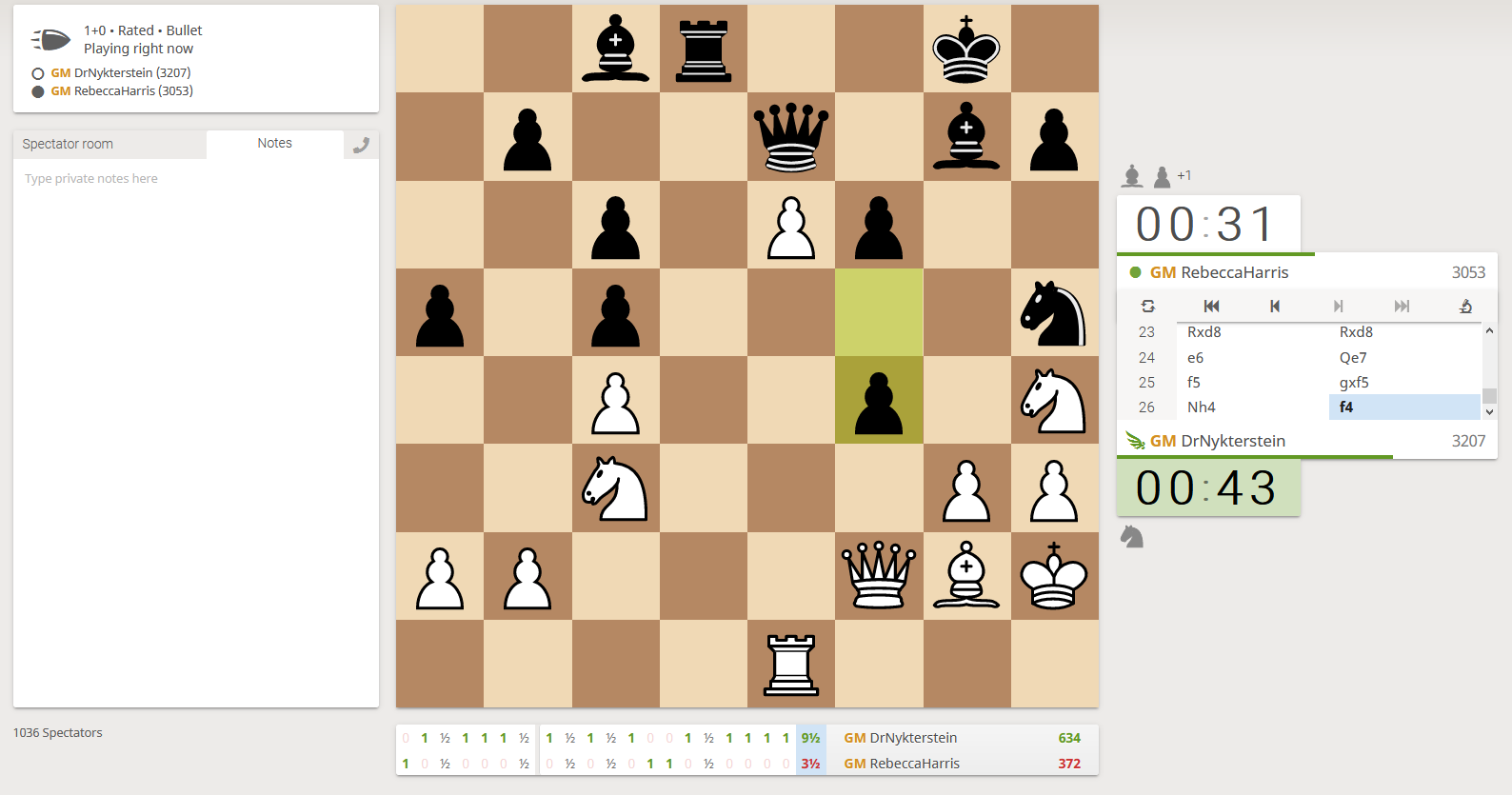
Una partida de ajedrez bullet en curso
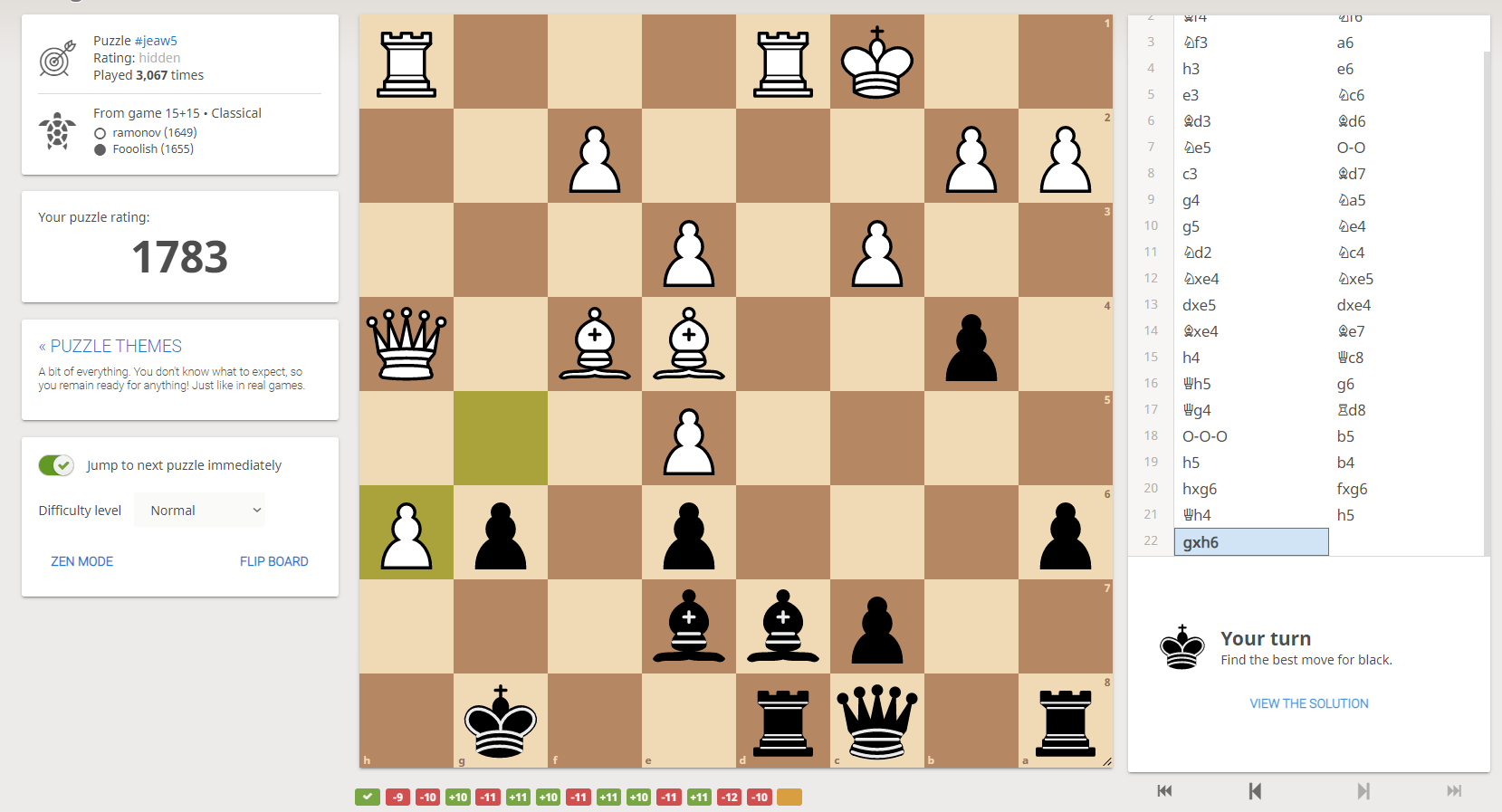
Un puzzle de ajedrez
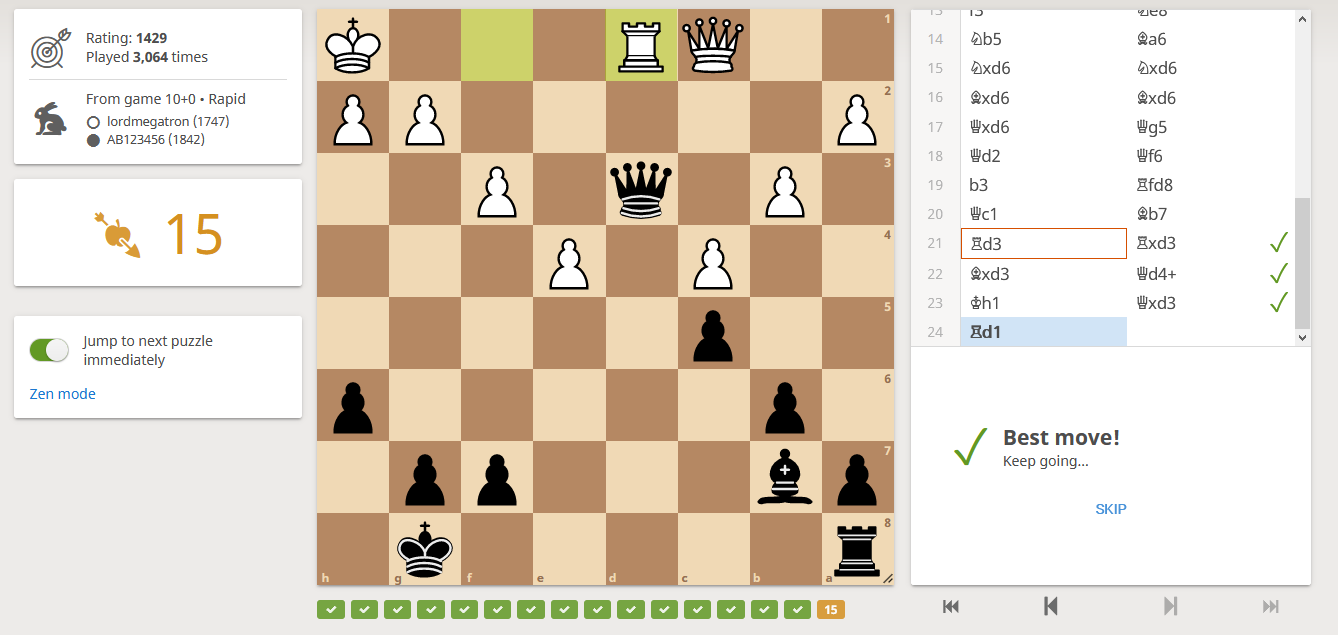
Puzzle Streak, en el que los jugadores resuelven rompecabezas de ajedrez cada vez más difíciles hasta que cometen un error
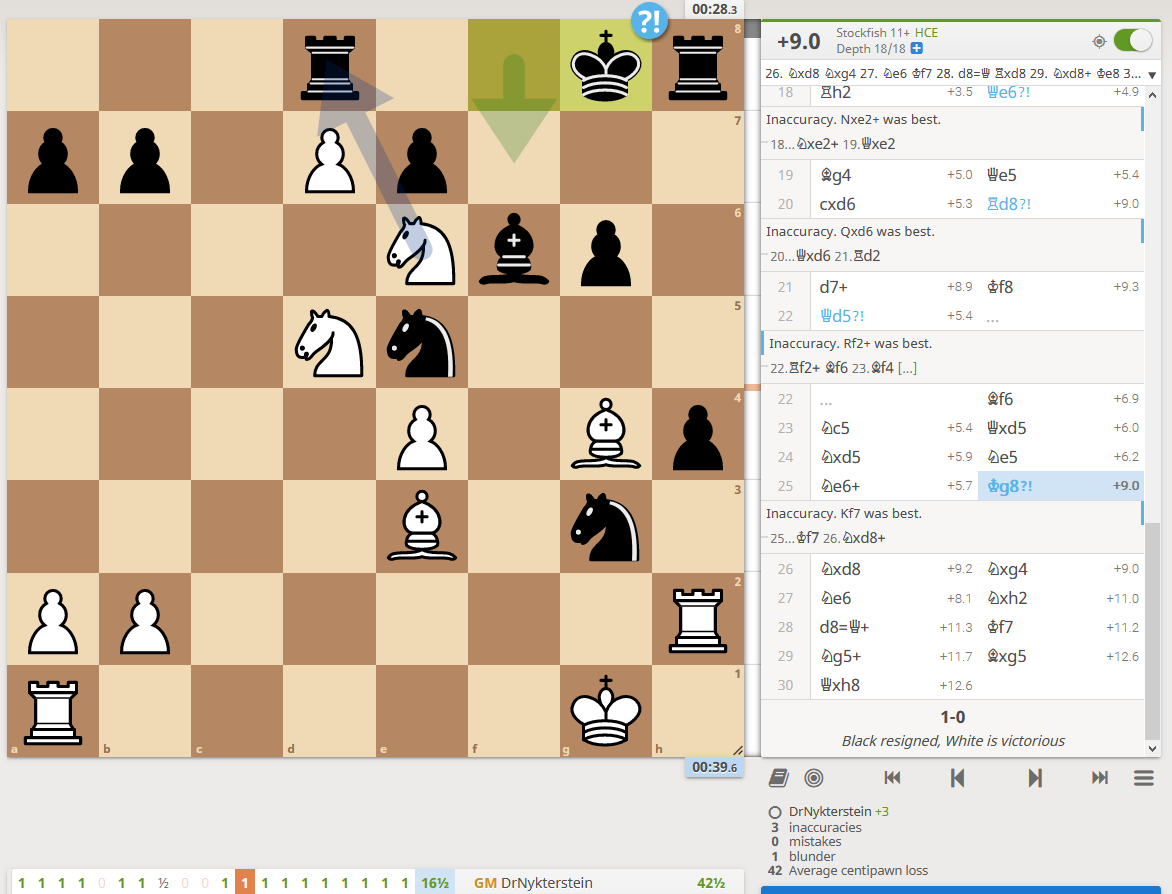
Análisis posterior al partido con Stockfish
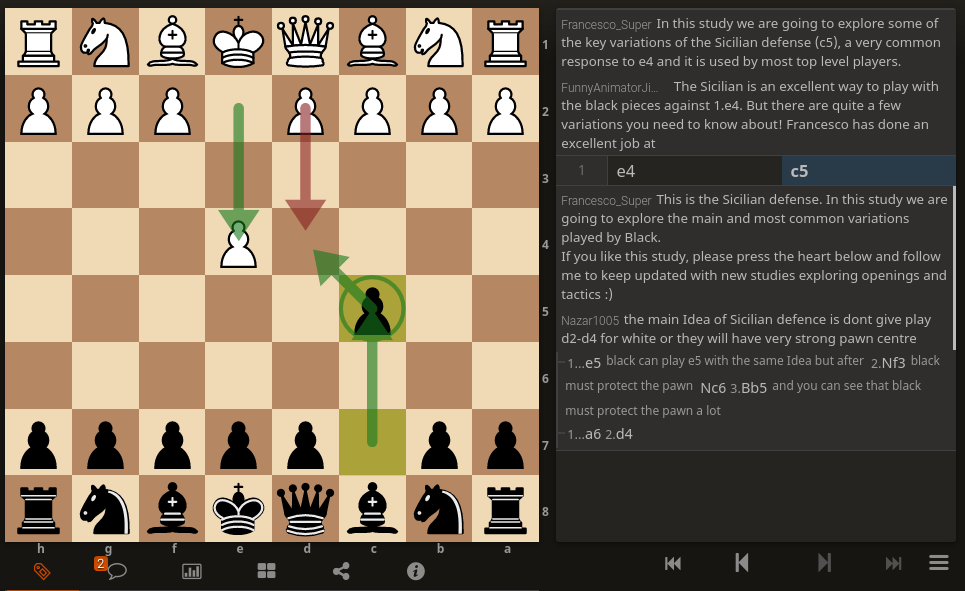
Un estudio de la Defensa Siciliana